# Badri Chasaia
Badri Chasaia (gruz. ბადრი ხასაია ; ur. 24 września 1979) – gruziński zapaśnik walczący w stylu klasycznym. Olimpijczyk z Pekinu 2008, gdzie zajął szesnaste miejsce w kategorii 84 kg.
Wicemistrz świata w 2002 i trzeci w 2007. Mistrz Europy w 2002, wicemistrz z 2008 i brązowy medalista z 2005. Trzeci w Pucharze Świata w 2003 i szósty w 2008. Mistrz Europy juniorów w 1999 i trzeci na MŚ w 1998 roku.